# گمینا جژگووو
گمینا جژگووو (به لهستانی:  Gmina Dzierzgowo) یک گمینا در لهستان است که در شهرستان مواوا واقع شده‌است. گمینا جژگووو ۱۵۰٫۶۳ کیلومتر مربع مساحت و ۳٬۳۰۱ نفر جمعیت دارد.